# Bernard Erhard
Bernard Erhard (6 februari 1934 - 1 november 2000) was een Amerikaans stemacteur. Hij werkte vooral aan televisieseries voor kinderen, waaronder Challenge of the GoBots en Little Nemo: Adventures in Slumberland.

## Filmografie
- Yo Yogi! (1991)
- Rover Dangerfield (1991)
- Little Nemo: Adventures in Slumberland (1989)
- Visionaries: Knights of the Magical Light (1987)
- 'Tis the Season to Be Smurfy (1987)
- Wildfire (1986)
- Say Yes (1986)
- GoBots: War of the Rock Lords (1986)
- David and Goliath (1986)
- Jonny Quest (1986)
- Joshua and the Battle of Jericho (1986)
- The 13 Ghosts of Scooby-Doo (1985)
- Challenge of the GoBots (1984-1985)
- Satan's Touch (1984)
- Deathstalker (1983)
- The All-New Scooby and Scrappy-Doo Show (1983)
- Walking the Edge (1983)
- Fixefox (1982)
- Simon & Simon (1982)
- The Smurfs (1981)
- Flamingo Road (1981)
- Rage! (1980)
- The Filthiest Show in Town (1973)